# Кафана Код камиле (Нови Сад)
Кафана Код камиле била је култна боемска кафана у којој се у другој половини 19. века окупљало језгро српске интелигенције Новог Сада - књижевници, новинари, песници и сликари. Према речима Јована Скерлића „Ту се претресала светска и локална политика, ту се критикују књижевна дела. Ту се стварала књижевна репутација и давао правац целој српској књижевности, а млади писци су ишли у Нови Сад као на хаџилук”, па је ова кафана постала, у правом смислу, српски културни центар. Познавалаци прилика у Новом Саду тог времена тврде да се налазила на месту где се данас налази зграда Српског народног позоришта, на углу улица Светозара Милетића и Јована Суботића, преко пута Русинске цркве (црква Светих апостола Петра и Павла).  Редовни гости кафане, поред осталих, били су Светозар Милетић, тадашњи градоначелник новог Сада и српски сликар и песник Ђура Јакшић чије су слике красиле кафану. Кафана је срушена 1930. године, а новосадска културна и политичка елита преселила се у оближњу кафану „Бела Лађа”.

## Име кафане
Прича се да је кафана добила имепо камилама муслиманских трговаца, који су се са својим караванима одмарали баш на том простору.

## Историја
Још у првој половини 19. века на овом простору налазила се омања кућа, коју је 1843. године купио Петар Јовичић из Ривице, чувени Пера Камила, и у њој отворио гостионицу којој је дао име “Код камиле”. Та кућа је изгорела 12. јуна 1849. године, у бомбардовању Новог Сада током Српске револуције, у великом пожару у коме се цео град претворио у буктињу. Одмах после тога Јовичић је подигао нову зграду за кафану, а 1857. године је и проширио. Тако проширена имала је велику дворану за госте, шест соба, две кухиње, трпезарију, шталу за педесет коња, ремизу (гаражу) за шеснаест кола, вински подрум, оставу за дрва, два бунара, леденицу (просторију за чување леда) и калдрмисано двориште.
Култна новосадска кафана "Код камиле" срушена је 1930. године.

## Друштвени утицај
Шездесетих и осамдесетих година 19. века елита Новог Сада свакодневно се окупљала у кафани "Код камиле". Остала је записана атмосфера у овој крчми: У народној гостионици „Код камиле” састаје се језгро новосадске интелигенције, књижевници, новинари, песници сликари. Они седају за дугачки сто што се пружа испод ликова цара Душана и Бановић Страхиње, што их је красно насликала рука Јакшићева. А кад почне начелник Милетић да разлаже своје политике, слуша га све друштво. Осим Ђуре Јакшића и Светозара Милетића редовни гости ове кафане били су и Јован Јовановић Змај, Лаза Костић, Јаша Игњатовић, управник Српског народног позоришта Јован Ђорђевић, глумачке звезде тог времена Димитрије Мита Ружић, Лаза Телечки, књижар Лука Јоцић и многи други познати интелектуалци и уметници.
У „Камили” се претресала светска и локална политика, а али се такође и критиковала књижевна дела, стварала књижевна репутација и давао правац целој српској књижевности, због чега је била веома привлачна за младе писце. Описана је и у књижевним делима. О њој је писао српски културни прегалник у Аустроугарској и дугогодишњи управник будимпештанског Текелијанума Стеван Поповић у приповеци На пролеће, као и лекар, књижевник и хумориста Илија Огњановић Абуказем у приповециЈедан по један.
Током 1874. и 1875. године у кафани „Код камиле” постојао је и такозвани „професорски сто”, за којим је руком писан шаљиви лист Камила. Лист је доносио радове Абуказема и Змаја, а илустровао га је српски архитекта чешког порекла Владислав Тителбах.
Да је кафана „Код камиле” заиста била српски културни центар у Новом Саду тог времена сведочи и чињеница да се у њој налазила и права галерију слика. Ту просторија гости су називали „Милетићевом двораном”. Била је украшена сликама које је углавном насликао Ђура Јакшић. Не зна се тачно колико је Јакшићевих слика красило ову просторију јер су касније, када је Милетић допао затвора, биле загубљене или чак упропашћене. Остале су само две за које се верује да су биле међу њима: Цар Душан и Бановић Страхиња. Данас се ове две слике чувају у Матици српској.
Кафана „Код камиле” била је једна од тема изложбе „Од балске дворане до кафане”, која је у децембру 2019. године организована у Галерији Матице српске. Током ове изложбе уметничка дела изложена у оквиру сталне поставке Галерије приказана су кроз причу о историји забаве и слободног времена у Новом Саду од 18. до почетка 20. века.